# Cloudflare
Cloudflare est une entreprise américaine et un réseau opérant sur Internet. Les entreprises clientes utilisent les services Cloudflare dans le but d'augmenter la sécurité et les performances de leurs sites et services Web. Le siège social de l'entreprise est basé à San Francisco,.

## Historique
Cloudflare est créée en 2009 par Matthew Prince, Lee Holloway et Michelle Zatlyn, qui travaillent précédemment sur Project Honey Pot. La solution Cloudflare est lancée à l’occasion de la conférence TechCrunch Disrupt de septembre 2010.
En 2004, Matthew Prince et Lee Holloway créent « Project Honey Pot », une organisation à but non lucratif qui lutte contre le spam avec un système distribué de détection des spammers et des bots. Cette dernière connaît un grand succès, et intéresse notamment en 2007 le département de la Sécurité intérieure qui y voit l'opportunité d'exploiter des données sur la fraude en ligne. 
Par la suite Prince et Holloway font équipe avec Michelle Zatlyn. Le projet d'entreprise de Cloudflare remporte en avril 2009 la compétition Harvard Business School Business Plan. En novembre, l'entreprise clôt un tour de table « série A (en) » de 2 millions de dollars auprès de Venrock et Pelion Venture Partners, complété en juillet 2012 par une levée de 20 millions auprès des mêmes partenaires, ainsi que New Enterprise Associate. 
En 2010, Cloudflare lance une version bêta réservée aux membres de la communauté du projet Honey Pot. Le lancement au grand public se fait le 27 septembre 2010 au cours de la conférence TechCrunch Disrupt.
En juin 2011, le service fait parler de lui en protégeant le site du groupe Lulzsec, qui a recours à ses services pour se protéger d'attaques DDOS.
En 2012, il est estimé que plus de 200 millions d'utilisateurs visitent des sites qui sont protégés par Cloudflare. L'entreprise acquiert au même moment environ 1 000 clients par jour.
En juin 2012, le groupe de hacker UGNazi attaque Cloudflare via des failles dans le système d'authentification de Google, pour obtenir des accès d'administrateurs au service et défacer 4chan.
En juin 2012, Cloudflare s’associe à plusieurs hébergeurs afin de mettre en œuvre sa technologie Railgun. 
En décembre 2012, Cloudflare recueille 50 millions de dollars à l’occasion d'un troisième tour de table auquel ont participé New Enterprise Associates, Pelion Venture Partners, Venrock, Union Square Ventures et Greenspring Associates. En décembre 2014, un quatrième tour de table à l’initiative de Fidelity Investments permet la levée de 110 millions de dollars, avec des participations de Google Capital, Microsoft, Qualcomm et Baidu.
En mars 2013, The Spamhaus Project, organisation qui lutte contre le spam et cliente de Cloudflare, annonce avoir subi une attaque DDoS de très grande ampleur après avoir placé sur sa liste noire le site internet néerlandais CyberBunker.
En février 2014, Cloudflare freine l’attaque DDoS la plus importante jamais enregistrée qui a atteint les 400 Gbits/s. En novembre 2014, Cloudflare signale une autre attaque à 500 Gbits/s sur des sites de médias indépendants.
En juin 2014, Cloudflare acquiert CryptoSeal, fondé par Ryan Lackey, une opération visant à accroître les services de sécurité proposés à l’internaute. En février 2014, Cloudflare acquiert StopTheHacker, qui propose une détection et une suppression automatique des programmes malveillants, ainsi qu’un contrôle des réputations et des listes noires. En décembre 2016, Cloudflare rachète Eager, dans le but de mettre à niveau sa propre plateforme d’applications, afin de permettre une installation de type « glisser-déplacer » d’applications tierces sur des sites où Cloudflare est actif.
En 2017, est détectée la faille Cloudbleed qui affecte les proxies de Cloudflare.

## Produits
Cloudflare propose un service gratuit de base, et des options payantes (protection DDoS avancée par exemple). Parmi ses clients, il est possible de citer le gouvernement turc, Stratfor, Laughing Squid ou Metallica.
L'infrastructure du service s'appuie sur une version modifiée de Nginx, et intègre la technologie SPDY développée par Google. En mars 2013, il compte vingt-trois centres de données.

### Protection DDoS
Cloudflare propose à tous ses clients le paramètre « I'm Under Attack Mode ». Selon Cloudflare, cela peut empêcher les attaques visant la couche 7 en présentant un défi de calcul JavaScript, qui doit être résolu avant qu’un utilisateur puisse accéder à un site Web.
Cloudflare a protégé SpamHaus d’une attaque DDoS qui a dépassé 300 Gbits/s. L’architecte principal d’Akamai, une entreprise concurrente, a indiqué qu’il s’agissait de « l’attaque DDoS publiquement annoncée la plus importante de l’histoire d’Internet ». Cloudflare a également indiqué avoir absorbé des attaques qui ont atteint les 400 Gbits/s pour une attaque par réflexion utilisant le service NTP.

### Pare-feu pour les applications Web
Cloudflare permet aux clients ayant souscrit une formule payante d’utiliser par défaut un service de pare-feu pour les applications Web ; le pare-feu possède l’OWASP ModSecurity Core Rule Set en plus de l’ensemble de règles propre à Cloudflare et des ensembles de règles pour les applications Web populaires.

### Serveur de noms de domaine
Cloudflare propose un serveur de noms de domaine gratuit (DNS) pour tous les clients qui fonctionnent sur un réseau anycast. Selon W3Cook, le service DNS de Cloudflare alimente en 2016 plus de 35 % des domaines DNS gérés. SolveDNS a estimé que Cloudflare proposait l’une des vitesses de recherche DNS les plus rapides au monde, avec une vitesse de recherche signalée à 8,66 millisecondes en avril 2016.
Cloudflare fournit des services DNS à 6 millions de sites Web, notamment : Uber, OKCupid et Fitbit. Depuis début 2018, Cloudflare lance un service DNS gratuit.
Les adresses IP des serveurs DNS sont :
- IPv4 : 1.1.1.1 et 1.0.0.1[27]
- IPv6 : 2606:4700:4700::1111 et 2606:4700:4700::1001

### Serveur proxy inversé
Le service fait office de serveur proxy inversé pour le trafic sur le Web. Cloudflare prend en charge de nouveaux protocoles Web, y compris SPDY, HTTP/2 et HTTP/3. Outre cela, Cloudflare propose la prise en charge de la transmission des messages (Server Push) par le serveur HTTP/2, ainsi que des websockets proxy.

### Réseau de distribution de contenu
Le réseau de Cloudflare compte un plus grand nombre de connexions à des points d’échange Internet que n’importe quel autre réseau CDN mondial. Cloudflare met du contenu en cache dans ses emplacements de stockage en cache afin de fonctionner comme un réseau de diffusion de contenu (CDN) ; toutes les requêtes sont ensuite retransmises par proxy inverse via Cloudflare, le contenu en cache étant fourni directement par Cloudflare.

## Valeurs
Cloudflare s’est fait entendre pour avoir défendu des valeurs de liberté d’expression, le PDG Matthew Prince ayant ainsi déclaré :
« L’une des plus grandes forces des États-Unis est la conviction partagée que l’expression, et notamment l’expression politique, est sacrée. Naturellement, un site Web n’est rien d’autre qu’un moyen d’expression... Rien à voir avec une bombe. Il n’implique aucun danger imminent, et aucun fournisseur n’a l’obligation avérée de contrôler ni de déterminer la nature potentiellement néfaste de ce que peut véhiculer un site. »
Cloudflare publie chaque semestre un rapport de transparence afin de montrer à quelle fréquence les organismes d’application de la loi exigent des données sur leurs clients.

## Récompenses et reconnaissance
« Best Enterprise Startup » (Meilleure startup) par TechCrunch, à l’occasion de la 8e cérémonie des Annual Crunchies Awards en février 2015.
« Most Innovative Network & Internet Technology Company » pour deux années consécutives, par le Wall Street Journal.
En 2012, Cloudflare a été saluée comme pionnière dans le domaine des technologies par le Forum économique mondial.
Classée parmi les 10 entreprises mondiales les plus innovantes par Fast Company.
En 2016, Cloudflare occupait la 11e place de la liste Cloud 100 de Forbes.